# Thuburnica

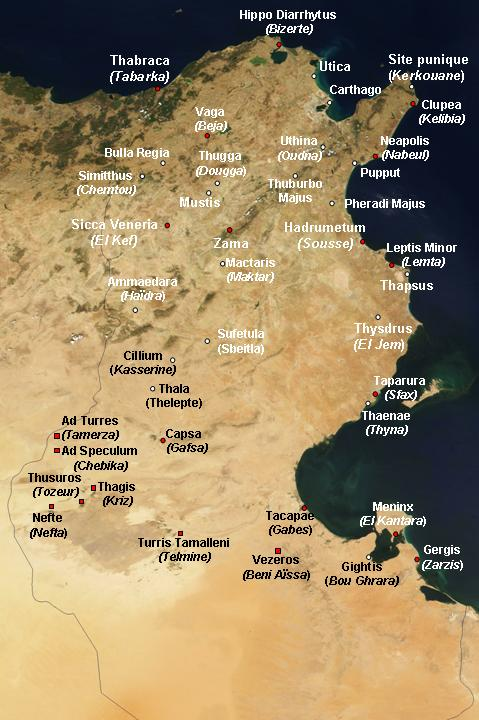
Yacimiento de la Thuburnica en las proximidades de Chemtou

Thuburnica es un yacimiento arqueológico situada en la gobernación de Jendouba, más concretamente  en la delegación de Ghardimaou, a 35 kilómetros al noroeste de Jendouba y a 10 kilómetros de Chemtou en el lugar llamado actualmente El Kalâa (ciudadela) y cerca de los morabitos de Sidi Ali y Sidi Bel-Kassem.
Situado en la ruta que unía Cartago e Hippo Regius, esta ciudad tiene un pasado antiguo como muestran los testimonios de inscripciones líbicas, númidas, púnicas y también griegas, sin contar las inscripciones latinas que encontraron los arqueólogos que trabajaron en el yacimiento junto con el doctor Louis Carton a principios del siglo XX. Además fue descubierto allí un templo de Baal Hammon probablemente destruido tras el triunfo del cristianismo en la región.
Aparte de un puente romano en buen estado de conservación y utilizado para la circulación de automóviles, los otros elementos del yacimiento - incluyendo un palacio (conocido como la "ciudadela"), construido por un colono fráncesa partir de restos romanos - se encuentran en una zona militar y por lo tanto no están permitidos ni el acceso ni las fotografías.